# Klein Bünstorf
 Klein Bünstorf  ist ein Ortsteil der Stadt Bad Bevensen im niedersächsischen Landkreis Uelzen.

## Geografie und Verkehrsanbindung
Klein Bünstorf liegt südlich der Kernstadt Bad Bevensen. Am nordöstlichen Ortsrand fließt die Ilmenau, östlich fließt der Elbe-Seitenkanal, westlich erstreckt sich das 254 ha große Naturschutzgebiet Der Lohn. Die Landesstraße L 254 verläuft nordöstlich.

## Sehenswürdigkeiten

### Baudenkmale
In der Liste der Baudenkmale in Bad Bevensen ist für Klein Bünstorf die Hofanlage Klein Bünstorf Nr. 1 als einziges Baudenkmal aufgeführt.